# Львів Стародавній
«Львів Стародавній» — міжнародний фестиваль середньовічної культури у Львові, покликаний занурити гостей в атмосферу XV століття, епоху розквіту міста.
Традиційно місце проведення — «Шевченківський гай» (Музей народної архітектури і побуту у Львові).
Участь у фестивалі беруть понад 200 осіб — членів українських та міжнародних клубів історичної реконструкції.
У програмі фестивалю:
- лицарський турнір
- середньовічні танці (гості зможуть навчитися кільком середньовічним рухам та па),
- дегустація середньовічної кухні,
- демонстрація ремесел,
- виступи середньовічних вітчизняних та іноземних гуртів,
- демонстрація середньовічних ігор (типу шахів, картярських ігор, перегонів),
- феєричні фаєр-шоу.

## Хід Першого Фестивалю

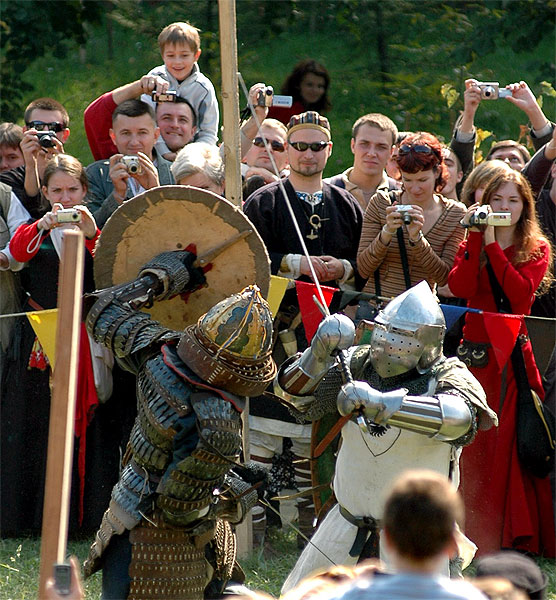
Один з «боїв» фестивалю

Львів середньовічний (гравюра)

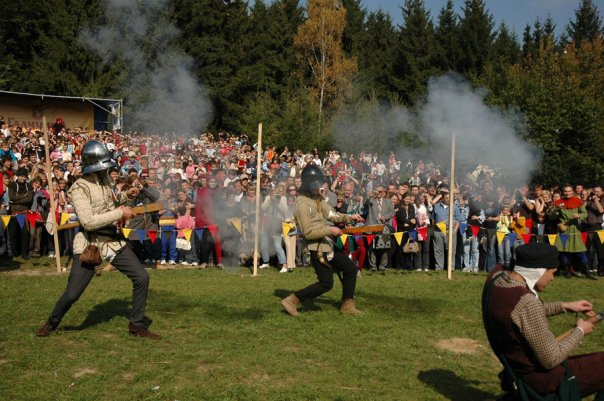
Фрагмент сучасної реконструкції бугурта

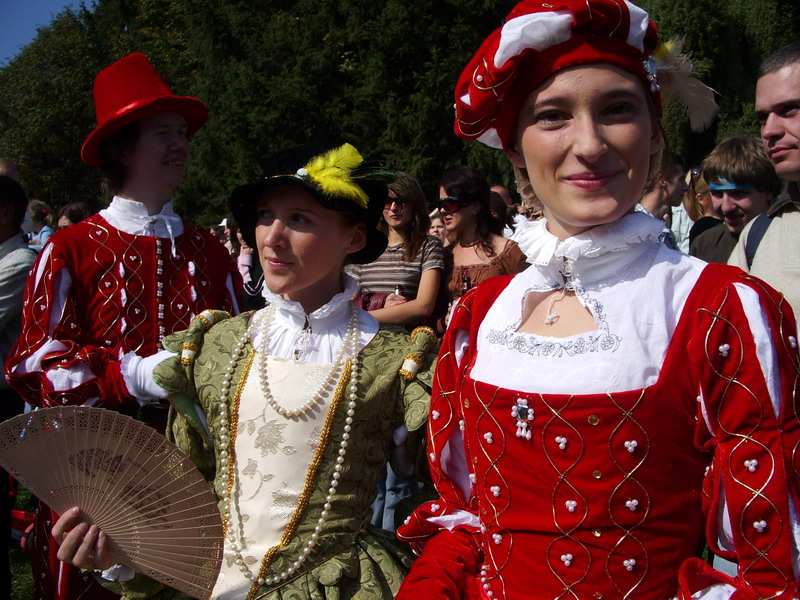
Учасники з Санкт-Петербургу (фестиваль «Львів Стародавній-2006»)

30 вересня — 1 жовтня 2006 року з нагоди 750-річчя Львова та 650-ї річниці набуття містом Магдебурзького права в Шевченківському гаї відбувся Перший міжнародний фестиваль середньовічної культури «Львів Стародавній». Фестиваль показав, як і чим жили мешканці Львова в час найбільшого розквіту міста — у XIV—XV століттях. За словами організаторів, кошторис фестивалю становив близько 100 тисяч гривень, п'яту частину з яких виділила Львівська міська рада.
Як розповіла голова оргкомітету фестивалю Іванна Євсеєва, у перший день фестивалю відбувся бугурт — велика битва усіх «бойових» учасників фестивалю, розділених на дві партії, а також головний турнір фестивалю, де лицарі з п'яти країн змагалися не тільки за головний приз фестивалю, а й за прихильність прекрасних дам (переможець турніру на власний розсуд обрав королеву фестивалю).
«Відбувся також виступ Клубу старовинного танцю з Санкт-Петербурга, музичного колективу „Licwinski Chmiel“ з Мінська, середньовічна танцювальна програма білоруського гурту „Тестамент“, а на завершення дня на майданчику під Пороховою вежею відбувся конкурс фаєр-шоу», — розповіла І. Євсеєва.
Наступного дня, у неділю, організатори «Львова Стародавнього» провели в Шевченківському гаї жартівливий турнір на палицях, середньовічні танці на замовлення для учасників та глядачів, а також концерт ансамблю «Літуус» (Мінськ) та «Musica Radicum».
«Паралельно з цим проводились майстер-класи зі старовинного танцю для учасників та глядачів, концерти старовинної музики, виступи танцювальних колективів та каскадерських груп на окремих майданчиках. А на території фестивалю постійно діяли показові стрільби з довгого англійського лука, середньовічна таверна (де можна буде скуштувати страви за давніми рецептами та випити пива), торгові ряди з історичними обладунками, зброєю та сувенірами. Ковалі з історичною кузнею відразу на місці виготовляли сокири, підкови, ножі та вістря для стріл, гончарі — посуд, а різьбярі запропонували великий вибір своїх виробів — чеканку монет, що були у вжитку у Львові у XIV—XV столітті, котрі кожен зміг придбати на згадку про фестиваль», — зазначила голова оргкомітету фестивалю.

## ІІ Фестиваль
Вдруге Фестиваль відбувся 29-30 травня 2010 року в «Шевченківському Гаю».